# Taxi 4
Pour les articles homonymes, voir Taxi (homonymie).
Série Taxi
Taxi 3
(2003) Taxi 5
(2018)
Pour plus de détails, voir Fiche technique et Distribution.
Taxi 4 ou T4XI est un film français réalisé par Gérard Krawczyk, sorti en 2007.
Il s'agit du 4e opus de la série Taxi produite par Luc Besson.
Le film débute alors que la ville de Marseille n'a d'yeux que pour le foot, un très dangereux braqueur belge est transféré au commissariat dirigé par le commissaire Gibert avant d'être envoyé au Congo pour y être jugé. Mais l'incompétence et la maladresse de la brigade permet au criminel de s'évader en toute tranquillité. Émilien et Daniel confient leurs enfants avant de suivre le belge qui part commettre un braquage dans une banque à Monaco.

## Synopsis
La ville de Marseille n'a d'yeux que pour le foot. Djibril Cissé, qui vient d'être transféré à l'Olympique de Marseille (OM), doit jouer un match de charité le soir même, et Gibert supervise sa sécurité. Mais à la suite d'un accident en cours de route, Daniel est appelé à la rescousse pour transporter le joueur au stade avec son taxi, tandis que la nouvelle de son transfert se répand rapidement dans les médias. Après s'être perdu dans le parking du stade Vélodrome (à cause du mauvais sens de l'orientation d’Émilien), le taxi dépose le joueur au centre du terrain où il était attendu pour que le match puisse commencer.
Le lendemain, Émilien et Daniel regardent leurs enfants jouer au football : Maxime, le fils d’Émilien, est surprotégé par son père et porte une tenue de hockey qui ne l'empêche pas de subir un choc violent avec le ballon à cause de Léo, le fils de Daniel, qui se fait expulser... comme à son habitude, mais réussit malgré tout à tenir plus d'une minute sur le terrain. Émilien doit retourner d'urgence au commissariat et confie les enfants à Daniel. Le commissaire Gibert informe sa brigade qu'un braqueur de banque belge recherché par Interpol, Albert Van den Bosch, va être transféré dans le commissariat avant d'être envoyé au Congo afin d'y être jugé pour ses crimes, meurtres notamment. Le commissaire ne s'est pas aperçu que sa montre est restée bloquée sur 12h05 et en conséquence  l'équipe arrive avec une heure de retard à l'aéroport. Le général Bertineau leur confie le criminel qui est placé dans une cage, enchaîné, enfermé dans une combinaison spéciale et bâillonné avec une boule en cuir pour éviter tout risque d'évasion. Comme si ça ne suffisait pas, l'équipe a un carambolage en repartant, à la suite d'une bourde : la cage du criminel est tombée du camion au départ , ce qui fait que toutes les voitures sont cabossées.
Pendant ce temps, Daniel arrive au commissariat et, en attendant le retour d’Émilien, laisse les enfants devant l'ordinateur du policier pour voir Marley, un policier rasta qui possède une grande collection de drogue en tout genre, qu'il partage dans les toilettes. Les enfants décident finalement d'utiliser l'ordinateur de Gibert avec lequel ils aident sans le savoir Serge, un complice du Belge, à trafiquer le dossier du criminel sur l'ordinateur. L'équipe de Gibert revient au commisariat; Serge, qui a fini avec Léo et Maxime sa "sale" besogne, se fait passer pour le "professeur" d'informatique du commissaire et lui donne un petit cours avant de s'en aller. Émilien étant trop occupé, Daniel part confier les enfants au général, père de Lily et donc grand-père de Léo, pour qu'il puisse aller travailler (car Lily est au salon de la décoration à Paris).
Au commissariat, l'équipe de Gibert gère très mal l'accueil du criminel. Celui-ci fait savoir comme il peut qu'il doit aller aux toilettes. Se doutant d'une ruse de sa part, Émilien met en place le dispositif prévu pour cette situation en branchant deux tuyaux sur la combinaison. Mais rien ne se passe comme prévu : le commissaire est plongé accidentellement dans le coma en se tirant lui-même dans le pied une fléchette hypodermique pour endormir les ours alors qu'il voulait initialement utiliser cette fléchette si le criminel se montrait dangereux. Pour ne rien arranger, Émilien, à la suite d'une bévue (il a inversé les branchements), le débarrasse de sa combinaison et remarque que l'avis de recherche n'est pas le bon, Serge ayant trafiqué le dossier. Après avoir appelé le numéro qui en réalité est celui d'un des membres de l'équipe du Belge, il croit que le prisonnier a fait l'objet d'un échange et  laisse partir le criminel. Daniel, qui a récupéré les enfants, mettant ainsi fin à la guerre entre les enfants et le général avec l'utilisation de grenades à plâtre, revient au commissariat et embarque le Belge qui lui demande de l'emmener à une adresse dans Marseille. Une fois que le Belge a retrouvé ses bras cassés de complices dans son repaire, il accueille une spécialiste du braquage électronique qui n'est autre que Petra. Celle-ci, qui est devenue brune, travaille sous couverture, suivie par des agents de services spéciaux dissimulés dans une baraque à frites.
Viré par Gibert qui a enfin retrouvé ses esprits, Emilien retrouve Daniel dans son garage-appartement et l'informe sur ce qui s'est passé. Daniel confie à nouveau les enfants au général Bertineau en pleine nuit et se rend avec Émilien à l'adresse où il a emmené le Belge. Au matin, le Belge déguisé, Pétra et l'équipe de braqueurs se rendent à Monaco, suivis par le taxi et la baraque à frites. Une fois là-bas, les braqueurs commencent le casse de la banque royale de Belgique sans violence après que le Belge a pris la place de son frère jumeau Édouard Triboulet, honnête et craintif. Pétra, étant chargée de l'ouverture des coffres, en profite pour ouvrir un coffre supplémentaire contenant un carnet, qui est l'objet de sa mission sous couverture. Prévenue par Émilien, l'équipe de Gibert arrive à son tour à Monaco et arrête Édouard Triboulet qui vient de sortir de la banque, revêtu du déguisement  initial du braqueur. Mais la joie n'est que de courte durée pour Émilien, car il a fait arrêter le mauvais Belge : en effet, le vrai Belge sort peu de temps après de la banque avec son équipe et prend la route en direction de Cannes, toujours suivi par le taxi et la baraque à frites.
Le Belge appelle son ancien complice colombien et le menace de donner des documents compromettants à la police s'il ne lui laisse pas sa magnifique résidence. En cours de route, la baraque à frites tombe en panne, victime de son âge, empêchant l'équipe de Pétra de rester à proximité d'elle. Le Belge et son équipe arrivent à la résidence cossue, dont l'intérieur est inspiré de celui du film Scarface de Brian de Palma. Pour fêter le braquage, le Belge invite Pétra à coucher avec lui. Celle-ci, ne pouvant plus compter sur son équipe, doit gagner du temps. Pendant ce temps, après avoir utilisé de multiples techniques pour faire parler son suspect, dont celle de "Jacques Brel" qui consiste à dénaturer la chanson Ne me quitte pas en l'accélérant, ce qui est horrible pour un Belge, Gibert a réussi à avoir les "aveux" du faux Belge. Informé de la situation par Émilien, le commissaire lance une opération d'assaut sur la résidence. En attendant, Émilien s'introduit dans la propriété, mais en grimpant dans un arbre; la branche sur laquelle il se tient se casse. Il se fait capturer par le Belge. Afin de sauver son fiancé, Pétra se charge de lui faire des prises de judo pour gagner du temps avant que le Belge ne le tue. Elle demande à Émilien, qui ne l'avait pas reconnu jusque là, de la prendre en otage.
À ce moment-là, Gibert et une unité d'assaut entrent dans la propriété grâce à des engins de propulsion pour passer au-dessus du mur d'enceinte en évitant le portail mais Gibert est propulsé trop fort, ce qui lui fait faire un vol plané et il atterrit dans la chambre où sont les braqueurs en cassant le vasistas. Involontairement, il tombe dans le tas de cocaïne du colombien que le Belge avait déjà commencé à consommer et perd connaissance. Alors que les troupes d'assaut entrent dans la maison, le Belge s'empare de deux pistolets-mitrailleurs Uzi et tire du balcon du premier étage sur tout ce qui bouge en se prétendant invincible. Gibert, qui a repris connaissance et est devenu fou à cause de la surdose de cocaïne et furieux d'avoir été traité de "petit poulet" par le Belge, s'empare de deux fusils d'assaut M16 avec pour chacun des magasins de plus de 500 cartouches. Il commence à tirer lui aussi du balcon dans tous les sens, terrorisant à son tour le braqueur pourtant expérimenté. Après avoir dérapé sur les dizaines d'étuis de cartouches au sol et chuté à terre, il décide d'utiliser quelque chose de "plus sérieux". Il s'empare d'un lance-roquette et continue à tirer sans distinction, pulvérisant le salon, le coffre-fort et blessant des membres de l'équipe d'assaut. Appelé à la rescousse par Émilien, Daniel entre à son tour dans le salon avec le taxi, enferme le Belge dans son coffre et récupère Émilien et Pétra... tandis que Gibert se rend enfin compte de tous les dégâts qu'il a causés.
Le lendemain, le Belge est amené dans l'enceinte de la préfecture et arrêté par la police sur ordre du préfet. Pétra explique que sa mission a été un succès, anticipant l'incompétence de l'équipe de Gibert qui a permis au Belge de s'évader pour effectuer ce braquage à Monaco. Elle permet ainsi aux autorités de récupérer des pièces à conviction compromettantes dans de nombreuses autres affaires que les autorités ne pouvaient légalement résoudre. Gibert, qui est toujours sous l'emprise de la cocaïne, encourage l'OM et, énervé par le rythme lent du jeu, entre lui-même sur le terrain, se met à jongler très adroitement et pour finir réalise un retourné acrobatique qui fait s'effondrer le but par la puissance du tir... faisant éclater de rire Daniel et Emilien.

## Fiche technique
Sauf indication contraire, les informations mentionnées dans cette section peuvent être confirmées par la base de données cinématographiques IMDb,  présente dans la section « Liens externes ».
- Titre original : Taxi 4 (ou le leet speak T4XI sur l'affiche)
- Réalisation : Gérard Krawczyk
- Scénario : Luc Besson
- Musique : Romaric Laurence, Maste, Damien Roques (Da Octopusss), Tefa et Weallstar
- Décors : Hugues Tissandier
- Costumes : Fabienne Josserand
- Photographie : Pierre Morel
- Son : Martin Boissau, Vincent Cosson, François-Joseph Hors, Samuel Mittelman
- Montage : Christine Lucas Navarro
- Production : Luc Besson
  - Coproduction : Michèle Pétin et Laurent Pétin
  - Production exécutive : Franck Lebreton
  - Production déléguée : Didier Hoarau
  - Assistant production : Mehdi Sayah
- Sociétés de production[2] : EuropaCorp, ARP Sélection et Digital Factory, en coproduction avec TF1 Films Production et Apipoulai Prod., en association avec Sofica Europacorp, avec la participation de Canal+ et CinéCinéma
- Société de distribution : ARP Sélection (France) ; Belga Films (Belgique) ; Monopole-Pathé (Suisse romande)
- Budget : 17 316 532 €[3]
- Pays de production :  France
- Langue originale : français
- Format[4] : couleur - 35 mm - 2,35:1 (Cinémascope) - son DTS | Dolby Digital | SDDS
- Genre : action, comédie, policier, film de casse
- Durée : 97 minutes
- Dates de sortie[5] :
  - France : 9 février 2007 (première à Marseille)[6] ; 14 février 2007 (sortie nationale)
  - Belgique, Suisse romande : 14 février 2007[7],[8]
  - Québec : 27 juillet 2007[9]
- Classification[10] :
  - France : tous publics[11]
  - Belgique : tous publics (Alle Leeftijden)[7]
  - Suisse romande : interdit aux moins de 12 ans[12]
  - Québec : tous publics (G - General Rating)[9]

## Distribution
- Samy Naceri : Daniel Morales
- Frédéric Diefenthal : Émilien Coutant-Kerbalec
- Bernard Farcy : le commissaire Gérard Gibert
- Emma Sjöberg : Petra Coutant-Kerbalec / La Comtesse
- Édouard Montoute : Alain Trésor
- Jean-Christophe Bouvet : le général Edmond Bertineau
- Jean-Luc Couchard : Albert Van den Bosch, dit « Le Belge » / Eugène Triboulet / Édouard Triboulet
- François Damiens : Serge, complice belge
- Mourade Zeguendi : Sukk, complice belge à la crête
- Hugues Hausman : La buse, complice belge
- Driss Spinosa : Léo Morales, le fils de Lilly et Daniel
- Mermoz Melchior : Maxime Coutant-Kerbalec, le fils de Petra et Émilien
- Djibril Cissé : lui-même
- Patrick Poivre d'Arvor : lui-même
- Johnson Douyard : Marley
- Miguel Eduardo Cueva : le Colombien
- Boris Napes : le vétérinaire
- Frédérique Tirmont : Mme Bertineau
- Marc Andreoni : M. Martinez, propriétaire d'hôtel
- Jean-François Malet : l'arbitre
- Catalina Denis : la fille à la Smart

## Bande originale
Bandes originales Taxi
Taxi 3
(2003) Taxi 5
(2018)
La musique originale du film est majoritairement composée par Da Octopusss et produite par EuropaCorp. Le disque de la bande originale, produit par Delabel, est dit « inspiré du film », et ne contient que quelques musiques synchronisées à l'image, essentiellement composées par Wealstarr, Tefa & Masta.
Pour promouvoir le film, plusieurs titres bénéficient d'un clip :
- Melissa M & Akhenaton - Avec Tout Mon Amour (en deux versions) (réalisé par Didier Deroin)
- Melissa M & Khaled - Benthi (réalisé par Armel Nkuindji)
- El Matador - Génération Taxi (réalisé par David Tessier)
- Kery James & Anissa - Symphonie d'Amour (réalisé par John-Gabriel Biggs)

Liste des titres
- CD1

1. The Black Eyed Peas - Pump It
2. Sniper - Quoi qu'il arrive (composé par Tefa, DJ Maître, Wealstarr)
3. Kery James feat. Anissa - Symphonie d'amour (composé par Tefa, DJ Maître, Wealstarr)
4. Melissa feat. Akhenaton - Avec tout mon amour (composé par Tefa & DJ Maître)
5. J-Mi Sissoko feat. Lino - Enfant du ghetto (composé par Tefa, DJ Maître, Wealstarr)
6. Bakar - Être un homme (composé par Tefa, DJ Maître, Wealstarr)
7. Shy'm - Victoire (remix) (composé par Louis Côté & Cyril Kamar)
8. El Matador - Génération Taxi (composé par Trak Invaders)
9. Tunisiano - Rien à foutre (composé par Tefa, DJ Maître, Wealstarr)
10. Saïan Supa Crew - Mets les gaz (composé par Tefa, DJ Maître, Wealstarr)
11. K-Reen feat. Ol' Kainry - Anticonformiste (composé par Tefa, DJ Maître, Wealstarr)
12. Médine - Les Contraires (composé par Tefa, DJ Maître, Wealstarr)
13. Mafia K'1 Fry - On vous gêne (composé par Tefa, DJ Maître, Wealstarr)
14. Melissa et Khaled - Benthi (composé par Tefa, DJ Maître, Wealstarr)
15. Taïro et Diam's - Qui on appelle ? (composé par Tefa, DJ Maître, Wealstarr)
16. Sir Samuel - Frérot (composé par Tefa, DJ Maître, Wealstarr)
17. Akil - Nahreg Alik (composé par Akil)
18. Sinik - Ennemi d'État (composé par Tefa, DJ Maître, Wealstarr)
19. Nessbeal feat. K-Reen - Légende d'hiver (composé par Tefa, DJ Maître, Wealstarr)

- CD 2

1. Rim-K feat. Gimenez.E - Hommage (composé par Bomb 2 Luxxx, Snatch & Matthieu Gimenez E)
2. LIM, Larsen et Boulox - Taximan (composé par Bomb 2 Luxxx & Snatch)
3. Grödash - Ennemi public (composé par Snatch & Bomb 2 Luxxx)
4. Kalash l'Afro - Retour à la base (composé par Moktar Gacem)

## Accueil

### Accueil critique
Taxi 4 a été descendu par les critiques presses et spectateurs, reprochant l'essoufflement de la franchise, le manque de rythme, l'absurdité du scénario et l'absence de scènes de courses automobiles qui faisaient le charme des précédents volets. Au moment de la promotion du film, l'acteur Sami Naceri était incarcéré dans une prison des Bouches-du-Rhône pour injures et agressions.

### Box-office
| Pays                      | Box-office        | Nbre de sem. | Classement TLT | Date        |
| Box-office France         | 4 553 198 entrées | 7 sem.       | -              | au 03/04/07 |
| Box-office Paris          | 511 470 entrées   | 7 sem.       | -              | au 03/04/07 |
| Box-office Suisse romande | 75 369 entrées    | -            | -              | -           |
| Box-office Belgique       | 2 498 055 entrées | 10 sem.      | -              | au 22/04/07 |

## Distinctions
Entre 2007 et 2008, Taxi 4 a été sélectionné 6 fois dans diverses catégories et a remporté 1 récompense.

### Récompenses
- Gérard du cinéma 2008 : Gérard du mauvais timing pour Samy Naceri.

### Nominations
- Gérard du cinéma 2007 : Plus mauvais film à sortir en 2007 dont on suppose ou souhaite qu’il ne "rencontrera pas son public".
- NRJ Ciné Awards 2007
  - Meilleure zik de film pour Mélissa,
  - Le Frenchy de l'année pour Bernard Farcy.
- Gérard du cinéma 2008 :
  - Gérard de la compromission alimentaire pour Bernard Farcy,
  - Gérard du plus mauvais film de l'histoire du cinéma en 2007.